# 1434
1434 (MCDXXXIV) fue un año común comenzado en viernes del calendario juliano.

## Acontecimientos
- 27 de abril - Ejecución en Génova de Vincentello d'Istria, rebelde corso.
- 19 de mayo - Simón Vela encuentra en la Peña de Francia la imagen de la Virgen de la Peña de Francia.
- Pedro de Palou es nombrado diputado eclesiástico de la Diputación del General de Cataluña, convirtiéndose en la 20.ª persona en ocupar este cargo.
- Cosme de Médici es nombrado gonfalonero de Florencia, lo que marca el inicio del dominio de los Médici en Florencia.
- Una delegación china llega a Florencia y se entrevista con el papa.
- El papa Eugenio IV es obligado a abandonar Roma e irse a Florencia por rebeliones en la ciudad.
- Se inicia la construcción de la Catedral de Sevilla.
- Invención de la imprenta.
- Brunelleschi demostró el método geométrico de la perspectiva utilizada hoy por los artista, la perspectiva cónica (lineal).

## Nacimientos
- Giovanni Battista Cibo, que se convertiría el 29 de agosto de 1484 en el papa Inocencio VIII.

## Fallecimientos
- 16 de septiembre - Juan Martínez de Contreras, arzobispo de Toledo.
- Enrique de Aragón, Marqués de Villena (Cuenca,1384-Madrid, 1434)
- Luis III de Nápoles (1403-1434), rey titular de Nápoles.